# Hersilia serrata
Espèce
Hersilia serrata est une espèce d'araignées aranéomorphes de la famille des Hersiliidae.

## Distribution
Cette espèce est endémique de Thaïlande. 

## Publication originale
- Dankittipakul & Singtripop, 2011 : The spider genus Hersilia in Thailand, with descriptions of two new species (Araneae, Hersiliidae). Revue suisse de Zoolologie, vol. 118, p. 207-221.